# Neoperlops
Neoperlops és un gènere d'insectes plecòpters pertanyent a la família dels pèrlids.

## Descripció
- Els adults tenen les ales pàl·lides amb la nervadura marró.
- L'ou és ovalat.[3]

## Hàbitat
En els seus estadis immadurs són aquàtics i viuen a l'aigua dolça, mentre que com a adults són terrestres i voladors.

## Distribució geogràfica
Es troba a Àsia: la Xina i Indoxina.

## Taxonomia
- Neoperlops cheni (Wu, 1938)
- Neoperlops gressitti (Banks, 1939)
- Neoperlops obscuripennis (Banks, 1939)
- Neoperlops vietnamellus (Cao & Bae, 2008)[6][7][8][9][10][11]